# Julián Malatini
Julián Malatini (General Cabrera, provincia de Córdoba, Argentina, 31 de mayo de 2001) es un futbolista argentino. Juega como defensor en el Werder Bremen de la Bundesliga.

## Trayectoria
Malatini se inició en la Unión Deportiva de General Cabrera a los cinco años, antes de incorporarse a Ateneo Vecinos. Se fue a fines de 2017 para fichar por Talleres, tras impresionar en un período de prueba. Debutó en la reserva en 2019 ante Racing Club, de la mano del técnico Diego Torrente.
En 2019, Malatini fue seleccionado en la lista preliminar de convocados para el viaje de la Selección Argentina Sub-18 a España para el Torneo COTIF; aunque no llegó al corte final. Ya había recibido una convocatoria de la Sub-18 un año antes. En diciembre de 2020 recibió un llamado para entrenar con la sub-20; poco más de una semana después de haber firmado su primer contrato profesional con Talleres.
Fue promovido al primer equipo hacia el final de 2020 bajo la dirección de Alexander Medina, habiendo participado en varios amistosos antes del inicio de la Copa de la Liga Profesional 2020; no apareció en dicha competición, aunque sí estuvo en el banco de suplentes en seis ocasiones.
Tras volver a quedar en el banquillo en tres ocasiones en la posterior Copa de la Liga 2021, el debut de Malatini en la absoluta se produjo finalmente el 6 de marzo de 2021, en el empate 1-1 ante Sarmiento; cuando sustituyó a Nahuel Tenaglia a los sesenta y seis minutos. En esa temporada jugó también partidos de Copa Sudamericana y convirtió su primer gol frente a Unión de Santa Fe.
Se ganó la titularidad tras las partidas de Piero Hincapié y Augusto Schott, sumando varios encuentros jugados durante el 2021.
El 4 de enero de 2023, fue cedido al Defensa y Justicia.

## Selección nacional
Julián registra pasos por las selecciones sub-17, sub-18 y sub-20 de Argentina.

## Clubes
| Club                        | País      | Año       |
| --------------------------- | --------- | --------- |
| Talleres                    | Argentina | 2020-2024 |
| Defensa y Justicia (cedido) | Argentina | 2023-2024 |
| Werder Bremen               | Alemania  | 2024-act. |